# اللفج الأعلى (النادرة)

تعديل مصدري - تعديل

اللفج الأعلى هي إحدى قرى عزلة حزيب بمديرية النادرة التابعة لمحافظة إب، بلغ تعداد سكانها 584 نسمة حسب تعداد اليمن لعام 2004.